# Айнійська мова

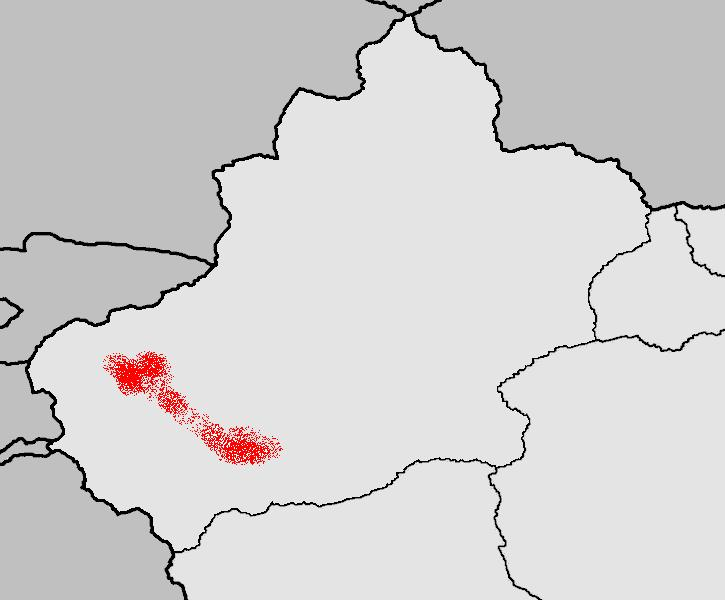
Райони поширення айнійської мови в СУАР

Айні́йська мова (айну́, ейну́; абда́л) (самоназва Äynú (ئەينۇ) [ɛjˈnu]; уйг. Абдал тили/ئابدال تىلى; кит. трад. 艾努語, спр. 艾努语, піньїнь àinǔ yǔ) — тюркська мова, якою користуються у Сіньцзян-Уйгурському автономному районі КНР. Належить до карлуцької групи тюркських мов, інколи вважається діалектом уйгурської мови. 
Носії мови, ейну, являють собою етнічну групу менше 30 000 осіб, які офіційно у КНР включається до складу уйгурів. Нею користується переважно доросла чоловіча частина народу, в основному у побуті. При спілкуванні зі сторонніми особами, жінками, які не володіють айну, вживається уйгурська мова.

## Розповсюдження
Мовою айні (ейну) говорить близько 7 тис. чол. у Сіньцзян-Уйгурському автономному районі Китаю. Вона поширена на південних окраїнах пустелі Такла-Макан у Таримській улоговині аж до схилів Куньлуня. Більшість мовців проживає у префектурі Кашгар, особливо у повітах Янгигисар, Янгишар, Яркенд та у кількох поселеннях в районі міста Кашгар; інші носії мови є у префектурі Хотан у повітах Хотан, Лоп і Каракаш.

## Лексика
У лексиці значна питома вага іранізмів, тоді як фонетика і граматика зберігають тюркський характер. 

## Фонетика

### Приголосні
|              | Губні | Губні | Ясенні | Ясенні | Передньо- язикові | Передньо- язикові | Задньо- язикові | Задньо- язикові | Язичкові | Язичкові | Глоткові | Глоткові |
| ------------ | ----- | ----- | ------ | ------ | ----------------- | ----------------- | --------------- | --------------- | -------- | -------- | -------- | -------- |
| Проривні     | p     | b     | t      | d      |                   |                   | k               | g               | q        |          |          |          |
| Африкати     |       |       |        |        | ʧ                 | ʤ                 |                 |                 |          |          |          |          |
| Фрикативні   |       | v     | s      | z      | ʃ                 |                   |                 |                 | χ        | ʁ        |          | ɦ        |
| Носові       | m     | m     | n      | n      |                   |                   | ŋ               | ŋ               |          |          |          |          |
| Одноударні   |       |       | r      | r      |                   |                   |                 |                 |          |          |          |          |
| Латеральні   |       |       | l      | l      |                   |                   |                 |                 |          |          |          |          |
| Апроксиманти |       |       |        |        | j                 | j                 |                 |                 |          |          |          |          |

### Голосні
|                | Голосні переднього ряду | Голосні переднього ряду | Голосні переднього ряду | Голосні переднього ряду | Голосні заднього ряду | Голосні заднього ряду |
| Неогублені     | Огублені                | Неогублені              | Огублені                | Неогублені              | Огублені              |                       |
| -------------- | ----------------------- | ----------------------- | ----------------------- | ----------------------- | --------------------- | --------------------- |
| Закриті        | i                       |                         |                         | ʉ                       |                       | u                     |
| Майже закриті  |                         |                         |                         |                         |                       |                       |
| Напівзакриті   | e                       |                         |                         | ɵ                       |                       | o                     |
| Серединні      |                         |                         |                         |                         |                       |                       |
| Напіввідкриті  | ɛ                       |                         |                         |                         |                       |                       |
| Майже відкриті |                         |                         |                         |                         |                       |                       |
| Відкриті       | a                       |                         |                         |                         |                       |                       |